# Louis Thompson
Louis Clyde William Thompson (19 de desembre de 1994) és un futbolista professional gal·lés que juga de centrecampista pel Shrewsbury Town de la Lliga One, està cedit pel Norwich City FC. El seu germà Nathan és també futbolista professional. És internacional amb la selecció de Gales sub21.